# Świerczów (województwo świętokrzyskie)
Świerczów – wieś w Polsce położona w województwie świętokrzyskim, w powiecie koneckim, w gminie Stąporków.
| SIMC    | Nazwa          | Rodzaj    |
| ------- | -------------- | --------- |
| 0272129 | Świerczów Duży | część wsi |

W latach 1975–1998 miejscowość położona była w województwie kieleckim.
Wierni kościoła rzymskokatolickiego należą do parafii św. Jacka i św. Katarzyny w Odrowążu.